# Thiruvankulam
Thiruvankulam es una ciudad censal situada en el distrito de Ernakulam en el estado de Kerala (India). Su población es de 23160 habitantes (2011). Se encuentra a 13 km de Cochín y a 74 km de Thrissur.

## Demografía
Según el censo de 2011 la población de Thiruvankulam era de 23160 habitantes, de los cuales 11380 eran hombres y 11780 eran mujeres. Thiruvankulam tiene una tasa media de alfabetización del 97,25%, superior a la media estatal del 94%: la alfabetización masculina es del 98,37%, y la alfabetización femenina del 96,18%.